# Bătălia de la Bannockburn
Bătălia de la Bannockburn (în engleză Battle of Bannockburn, în scoțiană Blàr Allt a' Bhonnaich), una dintre cele mai importante bătălii ale războaielor anglo-scoțiene din secolele XIII-XVI, a avut loc pe 24 iunie 1314. Înfrângerea armatei britanice în Bătălia de la Bannockburn a asigurat restaurarea independenței Scoției.

## Situația premergătoare
La sfârșitul domniei lui Eduard I „Picioare lungi”, Scoția se afla încă sub stăpânirea engleză, deși războiul țărănesc purtat sub conducerea lui William Wallace arătase că puternicii cavaleri englezi pot fi înfrânți. Cel ce va da din nou semnalul revoltei va fi Robert Bruce, care s-a proclamat rege al Scoției.

## Bătălia
Ca atare, urmașul lui Picioare lungi, Eduard al II-lea, s-a îndreptat spre Scoția cu o armată de circa 20.000-25.000 de soldați, de două ori mai mult decât avea Robert Bruce. Bruce a reușit să-i atragă pe englezi într-o zonă mlăștinoasă, improprie desfășurării cavaleriei grele — arma de șoc a invadatorilor. Scoțienii, înarmați doar cu lănci lungi și săbii, au făcut cu succes față cavaleriei și, după câteva ore de luptă, floarea aristocrației engleze zăcea în mlaștină sau fugea pe câmp, spre castelul Stirling, spre a scăpa cu viață. Dar grosul armatei engleze încă nu intrase în luptă și abia a doua zi, dimineața, Eduard a luat decizia de a traversa râul Bannockburn. O decizie absolut nefericită întrucât, din desișurile pădurii aflată pe celălalt mal, o ploaie de săgeți s-a abătut asupra englezilor. Pedestrașii britanici s-au retras în dezordine, având cavaleria ușoara scoțiană, condusă de Edward Bruce, fratele lui Robert, pe urme. Regele Angliei a fost cu greu salvat în iureșul bătăliei de către câțiva cavaleri credincioși, fiind dus la castelul Dunbar și de aici, cu o corabie, la Londra. În urma lui rămăseseră pe câmpul de luptă aproape zece mii de morți, mai puțin de o mie fiind scoțieni, restul englezi.